# Košice
Košice (em latim Cassovia, alemão Kaschau, húngaro Kassa, polaco Koszyce) é a segunda maior cidade da Eslováquia e principal centro do leste do país.
Foi Capital Europeia da Cultura em 2013, juntamente com Marselha-Provença, em França.

## Demografia
| Ano:        | 1994    | 2004    | 2014    | 2024    |
| ----------- | ------- | ------- | ------- | ------- |
| Broj ljudi: | 239 927 | 235 006 | 239 464 | 223 678 |
| Razlika:    |         | -2,05%  | +1,89%  | -6,59%  |

| Ano:               | 2023    | 2024    |
| ------------------ | ------- | ------- |
| Número de pessoas: | 225 044 | 223 678 |
| Diferença:         |         | -0,60%  |

## Património

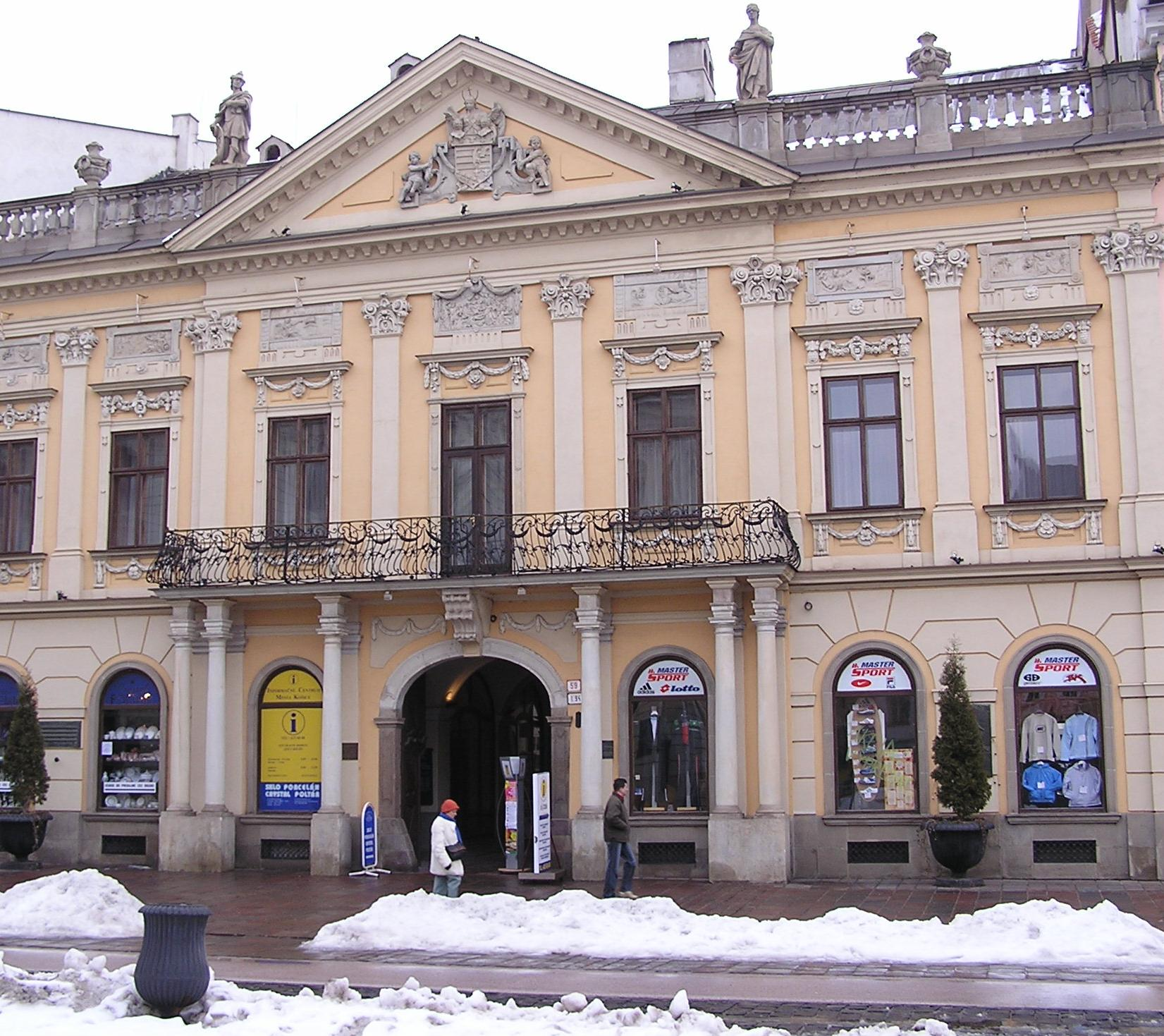
O palácio da câmara municipal na rua principal da cidade.

- Catedral de Santa Isabel (estilo gótico);
- Capela de São Miguel;
- Torre Urbana;
- Teatro estadual Neo-Barroco;
- Citadela Jatova;
- Citadela Mlynska;
- Antiga Câmara Municipal;
- Antiga Universidade;
- Palácio do Capitão;
- Praça da Libertação
- Museu Eslovaco do Leste;
- Parque Municipal;
- Mosteiro Jasov;
- Castelo Betliar
- Krasna Horka.

## Economia
Košice tem um peso de 9% no produto interno bruto da Eslováquia. Os principais ramos de atividade económica a indústria alimentar, metalúrgia, comércio e serviços.

## Universidades
- Universidade Pavol Jozef Šafárik
- Universidade Técnica de Košice (onde se inclui a Faculdade de Artes)
- Faculdade de Economia e Negócios da Universidade de Economia de Bratislava
- Universidade de Medicina Veterinária em Košice
- Colégio de Gestão de Segurança em Košice.

## Transportes
- Aeroporto Internacional de Košice